# Andrea Klimt
Andrea Ingeborg Klimt, geborene Wormitt (* 3. Mai 1962 in Korschenbroich), ist eine baptistische Theologin und seit 2023 Rektorin der Theologischen Hochschule Elstal.

## Leben
Nach dem Theologiestudium am Theologischen Seminar Hamburg und an den Universitäten Hamburg und Wien war sie von 1987 bis 1991 Pastorin der baptistischen Christuskirche in Hamburg-Altona. 1992 wechselte sie nach Österreich und begann im Auftrag des dortigen Baptistenbundes mit einer Arbeit unter Studierenden. Daraus entwickelte sich unter anderem ab 1999 das Gemeindegründungsprojekt projekt:gemeinde Wien, deren Pastorin sie von 2005 bis 2014 war.
Im Jahr 2001 begann sie mit dem Aufbau einer diakonischen Arbeit innerhalb der österreichischen Baptisten. Gleichzeitig absolvierte sie Ausbildungen zur Lebens- und Sozialberaterin, Wirtschaftstrainerin, Bibliodramaleiterin und -ausbilderin sowie zum systemischen Coach.
Im Jahr 2003 erwarb Klimt den Magister der Evangelischen Theologie in Wien und 2014 das Doktorat der Evangelischen Theologie bei Gottfried Adam und Anna-Katharina Szagun, ebenfalls in Wien. Von Oktober 2007 bis Juni 2009 wirkte sie im Rahmen des Akademielehrgangs Bibliodrama als Lektorin an der Universität Wien.
Seit 2014 ist sie Professorin für Praktische Theologie mit Schwerpunkten Katechetik, Seelsorge und Pastoraltheologie an der Theologischen Hochschule Elstal und seit 2023 deren Rektorin.
Andrea Klimt ist mit dem österreichischen Baptistenpastor Walter Klimt verheiratet und Mutter zweier Kinder.

## Veröffentlichungen (Auswahl)
Ein vollständiges Verzeichnis der Veröffentlichungen Andrea Klimts findet sich auf der Website der Theologischen Hochschule Elstal.
- Gottesvorstellungen baptistischer Erwachsener im interkulturellen Vergleich. V&R Unipress: Göttingen, 2017 (Dissertation).
- (gemeinsam mit Tom Klengel/Illustrationen) Jesus für die ganze Familie. Bilderbuch. Lese und Vorlesegeschichten. Lexikon und Landkarten. Wien, 2. überarbeitete Auflage 2019.
- Gottes Wirken in der Welt – Vorstellungen baptistischer Erwachsener im interkulturellen Vergleich. In: Burkhard Neumann, Jürgen Stolze (Hrsg.): Heute von Gott reden. Freikirchliche und römisch-katholische Perspektiven. Paderborn 2019
- In Spannung leben. Seelsorge als Orientierungshilfe in einer komplexer werdenden Welt. In: Carsten Claußen, Ralf Dziewas, Dirk Sager (Hrsg.): Dogmatik im Dialog. Festschrift für Uwe Swarat. Leipzig, 2020. S. 485–496.